# Бундукі Наталія Іванівна
Наталія Іванівна Бундукі (нар.. 23 травня 1973 року) — радянська російська і молдовська футболістка.

## Кар'єра
Вихованка молдавського футболу. У 1987 році в команді «Кодру» (Кишинів) грала на турнірі на приз тижневика «Співрозмовник».
Наталія Бундукі залучалася до збірної СРСР. Відзначилася 5 голами. Грала в дебютній для збірної грі проти збірної Болгарії.
В першому чемпіонаті Росії виступала у складі ФК «Інтеррос» та стала чемпіонкою країни і володаркою Кубка Росії. У зв'язку з розформуванням клубу з фінансових причин стала гравцем ФК «Русь». Наталя за сезон забила 14 голів. «Русь» закінчила сезон на другому місці, але фінансові негаразди призвели до переходу команди до другої ліги. У 1994 році Наталія грала в команді СіМ. Двічі (1992, 1993) потрапляла до списку 33 найкращих футболісток сезону.
Грала в збірній Росії. Забила 4 голи.
У 2000—2002 роках Наталія Бундукі виступала за німецький «Турбіне». Обидва сезону команда ставала срібним призером чемпіонату Німеччини. В 36 іграх забила два м'ячі.
У 2001 році виступала за збірну Молдови.